# Selección femenina de voleibol de Grecia
La selección femenina de voleibol de Grecia es el equipo representativo del país en las competiciones oficiales de voleibol. Su organización está a cargo de la Hellenic Volleyball Federation. A julio de 2023 se encontraba en el 31° puesto del ranking mundial FIVB.

## Palmarés
| Competición        |   |   |   | Total |
| ------------------ | - | - | - | ----- |
| Juegos Olímpicos   | 0 | 0 | 0 | 0     |
| Campeonato Mundial | 0 | 0 | 0 | 0     |
| Campeonato Europeo | 0 | 0 | 0 | 0     |
| Grand Prix         | 0 | 0 | 0 | 0     |
| Copa del Mundo     | 0 | 0 | 0 | 0     |
| Total              | 0 | 0 | 0 | 0     |

## Resultados

### Juegos Olímpicos
- 2004 — 9° Puesto

### Campeonato Mundial
- 2002 — 11° Puesto
- 2006 - 2014 — No clasificado

### Campeonato Europeo
- 1985 — 12° Puesto
- 1991 — 8° Puesto
- 1993 — 9° Puesto
- 1995 — 12° Puesto
- 2001 — 9° Puesto
- 2003 - 2013 — No clasificado